# Amtsgericht Katzenelnbogen
Das Amtsgericht Katzenelnbogen war ein Gericht der ordentlichen Gerichtsbarkeit in Katzenelnbogen.

## Geschichte
Mit § 12 der Verordnung vom 22. Februar 1867 wurde nach der Annexion Nassaus durch Preußen die Trennung von Verwaltung und Justiz angeordnet. Diese war im Herzogtum Nassau nicht gegeben. Die Ämter waren sowohl Verwaltungsbezirke als auch Gerichte erster Instanz. In Katzenelnbogen bestand kein eigenes Amt, es gehörte zum Amt Nastätten. Mit Verordnungen vom 26. Juni 1867 und 21. August 1867 wurde die Justizfunktion den neu geschaffenen Amtsgerichten übertragen.
Zum 1. Oktober 1879 traten die Änderungen des Gerichtsverfassungsgesetzes in Kraft. Damit wurde das Amtsgericht Katzenelnbogen geschaffen und dem Landgericht Wiesbaden untergeordnet.
Der Gerichtsbezirk setzte sich aus den Gemeinden Allendorf, Berghausen, Berndroth, Dörsdorf, Ebertshausen, Eisighofen, Ergeshausen, Herold, Katzenelnbogen, Klingenbach, Mittelfischbach, Mudershausen, Oberfischbach, Reckenroth und Rettert aus dem Amt Nastätten, den Gemeinden Biebrich und Schönborn aus dem Amt Diez und den Gemeinden Bremberg, Gutenacker, Kördorf, Niedertiefenbach und Roth aus dem Amt Nassau zusammen.
Mit der Sparverordnung vom 30. Juli 1932 wurde das Gericht aufgehoben.

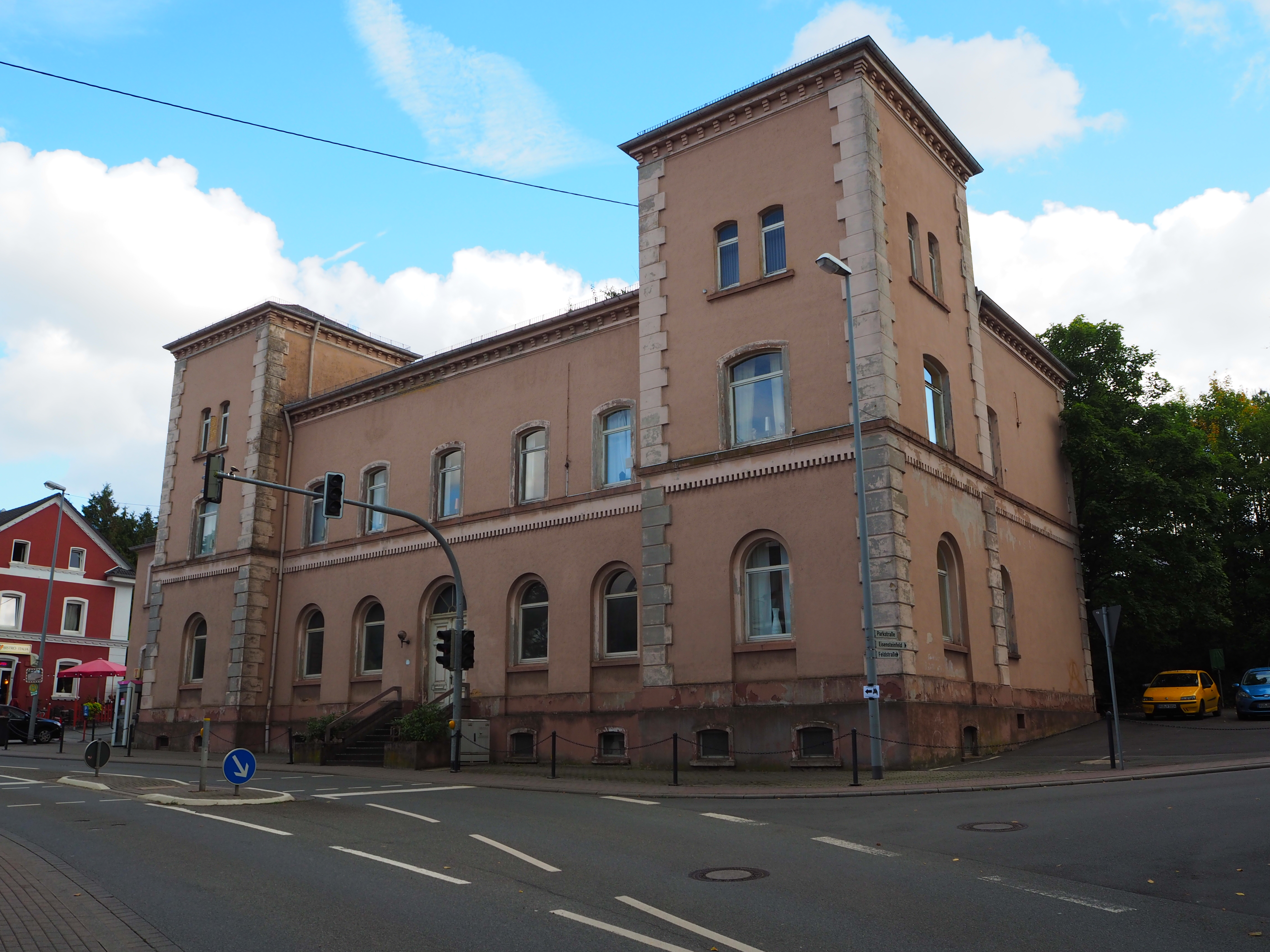
Altes Amtsgericht Katzenelnbogen

## Gebäude
Das 1888 erbaute Amtsgerichtsgebäude in der Aarstraße 20 steht unter Denkmalschutz.